# 386世代
386世代（さんはちろくせだい、朝: 386세대、英: 386 Generation）は、韓国における特定の世代を指す用語。広義的には1990年代に30代（3）で、1980年代（8）の民主化運動に関わった1960年代（6）生まれの者を指している。
該当世代が40代（4）にさしかかった2000年代以降は486世代（486세대、사팔육세대、サパルリュク セデ）、更に50代（5）となった2010年代以降は'''586世代'''（586세대）とも呼ばれる。また、韓国の報道機関では、年月の経過と共に変化する年代を省略した86世代（86세대）という呼称も用いられている。

## 概要
名称の由来は冒頭文章で取り上げた理由以外に、1980年代後半に発売されていたインテルのi386プロセッサ搭載PCを「386コンピュータ」等と呼んだことにちなんでつけられたとする説もある（当時はi486プロセッサが登場しており386はすでに旧式であった）。
政治的には進歩主義的傾向が強く、ハンギョレ新聞が1961年から1971年の間に生まれた人達に対して2006年12月に行った世論調査でも「韓国社会を正しい方向に導いていく政治勢力」として進歩政党を挙げた人が44％弱、「韓国社会で望ましい発展方向」の設問に対しては「社会福祉が整備された社会」を挙げる人が70％以上になるなど、進歩主義、経済利益の再分配を重視する人が多数派を占めている（『ハンギョレ』2007年1月3日）。そのため積極的に民主化運動に係わってきた人が多く、民主化運動の闘士出身で国家保安法違反での服役経歴を売り物にする者も多い。
元々、彼等が学生時代を過ごした時期は1980年の光州事件を起点とした民主化運動の流れに入った時期と合致する。1987年6月29日に当時の大統領候補だった盧泰愚の民主化宣言（六・二九民主化宣言）も直前に学生達が中心となって発生した6月民衆抗争が宣言発効の契機となった。

## 2000年代以降の活躍
2002年12月の大統領選挙で勝利し第16代大統領になった盧武鉉の支持基盤は、386世代が中心となった。彼等の世代が中心となって結成された盧武鉉の勝手連的ファンクラブ「ノサモ」が盧武鉉への投票を市民に呼びかけたのが、選挙の結果を大きく左右される結果となった。これは貧農出身で弁護士へ出世、さらに全斗煥政権下の不正調査委員時の働きが革新的な政治を期待する386世代の感銘を受けたからである。ソウル大学出身のエリートで権威主義的思想を持った対立候補の李会昌が50〜60代の保守的世代の支持を得ていた事とは対照的な結果となった。
またアジア通貨危機後の低迷した経済が2001年にIMF管理下の体制から脱却した後に起こったIT革命の牽引となった中心世代でもある。彼らが中心となって東欧諸国などに投資活動を行なっている。韓国情報通信部長官の陳大済は元サムスン電子の社長で386世代の経済分野のフロントランナーである。ITベンチャー企業の社長の多くが386世代であるのが特徴である。また今日の経済を牽引している映画分野でも386世代は中心となっている。日本でも公開しヒットした『猟奇的な彼女』の監督クァク・ジェヨン（ただし彼自身は1959年生まれ）、『シュリ』、『ブラザーフッド』の監督カン・ジェギュ、『殺人の追憶』、『グエムル-漢江の怪物-』、の監督ポン・ジュノなどは386世代である。
女性の社会進出も386世代の大きな特徴である。従来の韓国は儒教的思想が強く女性は家にいて家を守るのが女性の仕事という風潮が強かった。しかし386世代の女性は男性と共に学生運動、さらに民主化運動を戦い、企業内でも活躍している。
反米感情が強い世代であり、2002年に起こった米軍装甲車が女子中学生を轢いた事件を機に起こったローソク・デモの中心的役割を果たしている。親米路線を辿る盧武鉉の支持率が急落したのも背景はここにある。
代表的な人物は、2000年の総選挙で、金大中与党の新千年民主党から立候補し、当選した任鍾晳。ソウルオリンピック直前の100万人デモを韓国全学連委員長として牽引した。
一方、年輩の政治家たちも、386世代を名乗ることがある。1930年代生まれで、1980年代に国会議員に当選し、60代のことだと言う。
2017年に誕生した文在寅政権では、586世代が政権の中心になり、一部では新たな既得権層になったと批判されている。

## 評価
386世代で盧武鉉政権の主要閣僚になった者も多数いるが、時代錯誤、無見識、無策、優柔不断との批判もある。2006年10月には「一心会事件」が摘発され、この世代の元活動家で民主労働党の幹部に北朝鮮のスパイとの容疑がかけられ逮捕されたことで、この世代の「親北」傾向が取りざたされるようになった。
民主化運動の手法についても、70年代の学生デモとは違い火焔瓶を使用するなど過激さを増しており、1986年4月には当時の民主化運動における有力指導者であった金大中が過激な学生デモを非難する発言をするなど、同じ民主化運動陣営からの批判もなされた。
親北朝鮮反米の傾向にあったが、彼らが40代に入った2004年の世論調査では、リベラル与党ウリ党よりも右派野党ハンナラ党の支持者の方が上回るなど保守化の傾向があった。特に北朝鮮の核実験以降は太陽政策が裏切られたとの意識から北朝鮮への脅威の意識が著しく強まった。
しかし、2012年の大統領選では、386世代に当たる40代の有権者の投票先はリベラルの文在寅が右派の朴槿恵を上回り、2017年の大統領選では40代･50代の投票先は文在寅が1位となった。